# Uru (bateau)
Pour les articles homonymes, voir Uru.

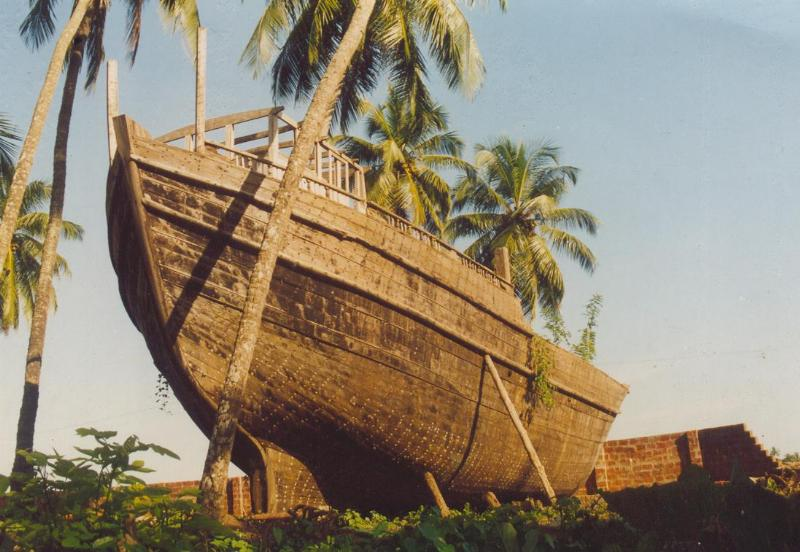
L'uru est un bateau de conception ancienne.

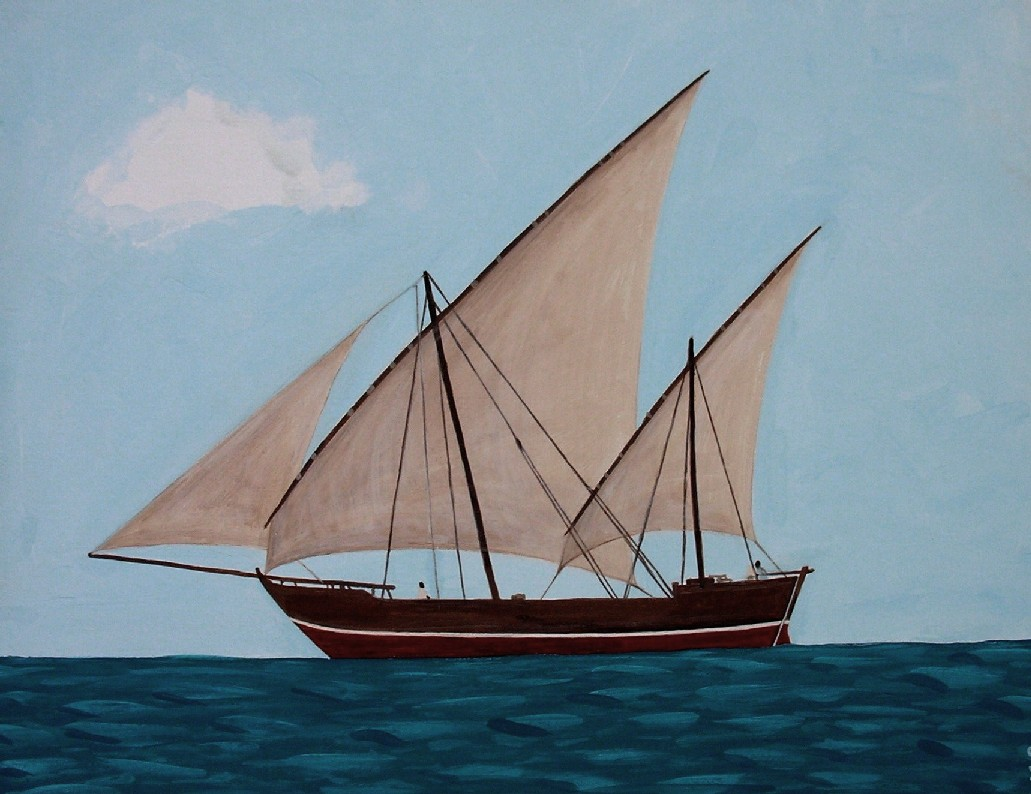
Ce bhum avait été initialement construit à Beypore, Kerala, Inde.

L'uru, ou « gros bateau », est un nom générique désignant de gros navires en bois de type boutre fabriqués à Beypore, un village situé au sud de Kozhikode, dans le Kerala, sur la côte sud-ouest de l'Inde. 
Les Arabes utilisent ce type de bateau depuis l'Antiquité à des fins commerciales et, encore maintenant, des urus sont fabriqués et exportés vers les pays arabes depuis Beypore. Ces bateaux étaient construits à partir de plusieurs variétés de bois, le plus utilisé étant le teck. Le teck était autrefois prélevé dans les forêts de Nilambur, mais on utilise maintenant du teck importé de Malaisie. Il existe encore quelques chantiers navals près du port de Beypore. 

## Histoire
L'art de la construction d'urus à Beypore, sur la côte nord du Kerala, est aussi vieux que les débuts du commerce maritime de l'Inde avec la Mésopotamie. L'uru, ce boutre en bois, relie à travers le temps cette ville endormie située à la périphérie de Kozhikode (la troisième plus grande ville du Kerala, également appelée Calicut) à l'apogée du commerce des épices. L'artisanat de l'uru est potentiellement le plus important du monde. Celui qui visite les îles qui bordent la rivière Chaliyar est accueilli par le bruit des outils des artisans frappant le bois des chantiers navals d'urus, ainsi que par des hangars plutôt modestes. Cela fait plus d'un millénaire que cette tradition unique perdure. Ce son, tout comme cette tradition, typiques de la région, ont survécu à l'assaut de la modernité. 

## Construction
En tant qu'art transmis de génération en génération, la fabrication d'urus est une pratique non documentée. Les fabricants ne se réfèrent à aucun plan de construction, schéma, ni dessin. De la conception à la réalisation, tout est dans la tête du maître charpentier, ou maître de chantier, qui confie chaque jour des tâches à ses assistants, de manière à garder intact le secret qui entoure la technologie. Un documentaire à ce sujet a été diffusé par la chaîne History Channel le 6 mars 2017. 
On peut être surpris par l’efficacité de cette technique éprouvée de construction de coque, réalisée uniquement à l’aide d’outils de menuiserie locaux. Le bois, une fois joint, rend la quille imperméable. Cela fait de l'uru une merveille de fabrication artisanale. La coque et la charpente sont fabriqués dans un chantier de construction tandis que le montage du moteur et la personnalisation sont effectués ailleurs. Une fois terminé, l'uru est lancé sur la rivière par les Mopla-Khalasis (mot arabe désignant les employés des chantiers navals), qui utilisent un mécanisme ancestral à poulies pour faire rouler le bateau sur un lit de rondins afin de le faire flotter. 